# HAProxy
HAProxy是一个使用C语言编写的自由及开放源代码软件，其提供高可用性、负载均衡，以及基于TCP和HTTP的应用程序代理。
包括GitHub、Bitbucket、Stack Overflow、Reddit、Tumblr、Twitter和 Tuenti在内的知名网站，及亞馬遜網路服務系統都使用了HAProxy。 